# Miroslav Ouzký
Miroslav Ouzký (n. 18 august 1958, Chlumec nad Cidlinou, Cehia) este un om politic ceh, membru al Parlamentului European în perioada 2004-2009 din partea Cehiei.
1. 1 2  Czech National Authority Database, accesat în 23 noiembrie 2019
2. ↑  Deputații în Parlamentul European
3. ↑  Data Poslanecké sněmovny a Senátu, accesat în 15 ianuarie 2020
4. ↑   http://www.assembly.coe.int/nw/xml/AssemblyList/MP-Details-EN.asp?MemberID=4113 Lipsește sau este vid: |title= (ajutor)
5. 1 2  Číselník volebních stran - Volby do zastupitelstev obcí konané 23.09. – 24.09.2022 (în cehă), Český statistický úřad[*], accesat în 3 septembrie 2022